# Poziewnik piaskowy
Poziewnik piaskowy, poziewnik wielkokwiatowy (Galeopsis segetum Necker) – gatunek rośliny jednorocznej z rodziny jasnotowatych. Zasięg obejmuje zachodnią Europę od Hiszpanii, po południową Anglię i Danię na północy, oraz Niemcy, Szwajcarię i północne Włochy na wschodzie. Na ziemiach polskich dawniej zawleczona we Wrocławiu i rzadko uprawiany. We florze krajowej zazwyczaj klasyfikowany jako efemerofit, obecnie (2012) jednak jest prawdopodobnie gatunkiem lokalnie zadomowionym w Borach Dolnośląskich (kenofit).

## Morfologia

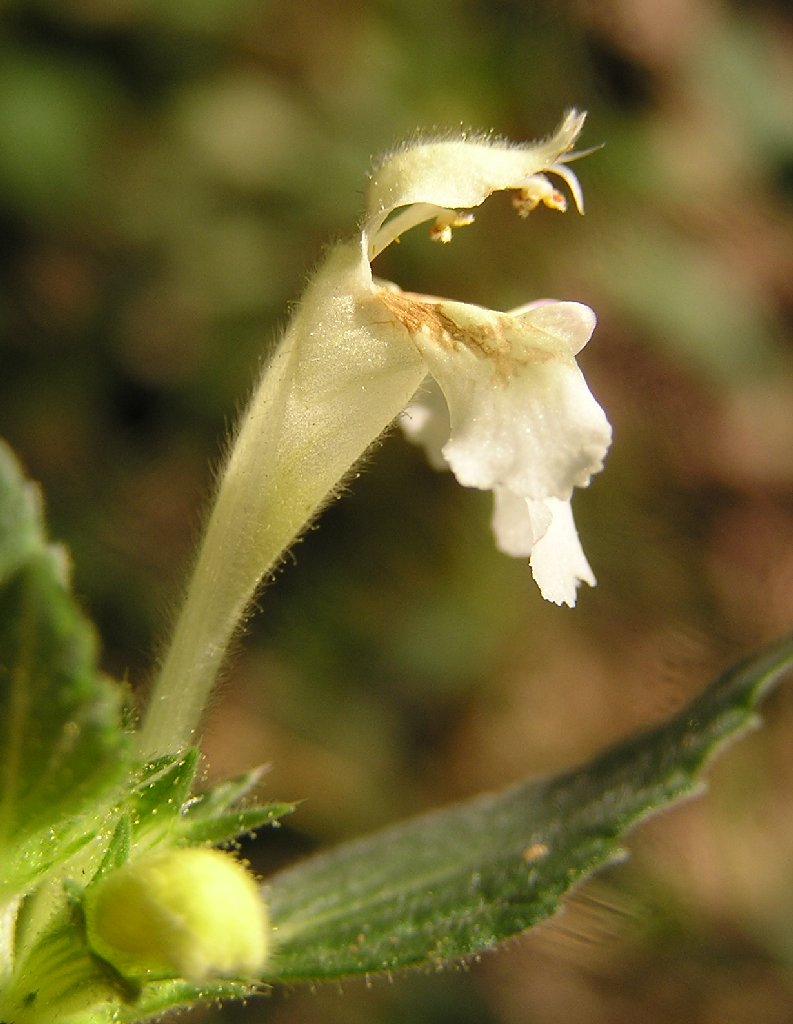
Kwiat

ŁodygaRozgałęziona, osiąga 10–40 cm wysokości, dołem często czerwono nabiegła.
LiścieNaprzeciwległe, jajowatopodłużne, do 2,5 cm szerokości i do 4 cm długości, głęboko piłkowane. Górne liście gruczołowato omszone i owłosione.
Kwiaty5-krotne, zrosłopłatkowe, osadzone po kilka w niby-okółkach w kątach liści. Korona w kolorze bladożółtym długości do 3 cm. Kielich gruczołowato omszony i owłosiony. Kwitnienie przypada na miesiące lipiec–sierpień.
OwocRozłupnia poczwórna, długości do 2 mm, barwy brunatnej.

## Zastosowanie
Ziele zbierane i używane w medycynie ludowej w przypadku chorób dróg oddechowych.